# Kami Kaze Productions
Kami Kaze Productions es la marca de grabadora de sonido americana basada en Memphis, Tennessee, y fue fundado en 1992. Es la segunda etiqueta más popular en la ciudad de Memphis, Tennessee sólo detrás de la actual marca Hypnotize Minds del grupo de hip hop Three 6 Mafia lo mismo que en la década de los 90 hizo un gran éxito, y facilitar y controlar la distribución no sólo de los movimientos, pero menos marcas de registro que no son compatibles con la distribución.